# Grünewalder Lauch
Der Grünewalder Lauch ist ein etwa 100 Hektar großer See in Brandenburg am Ostrand des Naturparks Niederlausitzer Heidelandschaft am Ortsrand von Grünewalde.
Er entstand durch die Auffüllung des Restlochs 117 eines ehemaligen Tagebaus um das Gebiet der Plessaer Heide und Mückenberg (heute Lauchhammer-West) und wurde bis 1976 zu einem Badesee umgestaltet. 
Am Grünewalder Lauch befinden sich unter anderem auch ein Campingplatz und eine Minigolfanlage.